# Gabriella Rosaleva
Gabriella Rosaleva (* 13. Februar 1942 in Besozzo) ist eine italienische Malerin und Filmregisseurin.

## Leben
Rosaleva begann ihre künstlerische Karriere als Malerin. Nach dem Besuch der „Scuola di Cinema“ in Mailand inszenierte sie 1978 ihren ersten Film, den auf Super 8 gedrehten kurzen Una Maria del '23, dem eine Vielzahl weiterer Kurzfilme folgten. 1982 erschien ihr erster Langfilm, der nach tatsächlichen Hexenprozessen im Jahr 1697 entstandenen Processo a Caterina Ross. Die unkonventionellen und sich normalen Sehgewohnheiten nicht einfach erschließende Bildsprache Rosalevas war auch in zwei weiteren Filmen des Jahrzehntes (immer nach eigenem Drehbuch) sowie einer Reihe von Dokumentationen zu sehen. Daneben inszenierte sie 1987 die 39-teilige Fernsehserie Licia dolce Licia.
Rosaleva lebt auf Sardinien.

## Filmografie (Auswahl)
- 1982: Processo a Caterina Ross
- 1985: Prima del futuro
- 1990: La sposa di San Paolo
- 2017: Viaggio a Stoccolma